# VM i roning 2014
VM i roning 2014 var den 43. udgave af VM i roning. Det afholdtes fra den 24-31. august på Bosbaan, Amsterdam i Holland.

## Medaljeoversigt

### Mændenes konkurrencer
| Konkurrence: | Guld: | Tid     | Sølv: | Tid     | Bronze: | Tid     |
| M1x          | Tjekkiet · Ondřej Synek | 6:37.12 | New Zealand · Mahé Drysdale | 6:37.85 | Cuba · Ángel Fournier | 6:44.31 |
| M2x          | Kroatien · Martin Sinković · Valent Sinković | 6:00.52 | Italien · Romano Battisti · Francesco Fossi | 6:04.42 | Australien · James McRae · Alexander Belonogoff | 6:04.43 |
| M4x          | Ukraine · Dmytro Mikhay · Artem Morozov · Olexandr Nadtoka · Ivan Dovgodko | 5:32.26 | Storbritannien · Graeme Thomas · Sam Townsend · Charles Cousins · Peter Lambert                                                                                           | 5:32.35 | Tyskland · Karl Schulze · Tim Grohmann · Kai Fuhrmann · Philipp Wende | 5:36.97 |
| M2-          | New Zealand · Eric Murray · Hamish Bond | 6:09.34 | Storbritannien · James Foad · Matthew Langridge | 6:13.75 | Sydafrika · Vincent Breet · Shaun Keeling | 6:16.85 |
| M4-          | Storbritannien · Alex Gregory · Mohamed Sbihi · George Nash · Andrew Triggs Hodge                                                                                             | 5:40.24 | USA · Grant James · Michael Gennaro · Henrik Rummel · Seth Weil | 5:42.90 | Australien · Fergus Pragnell · Joshua Dunkley-Smith · Spencer Turrin · Alexander Lloyd                                                                                              | 5:43.47 |
| M2+          | New Zealand · Eric Murray · Hamish Bond · Caleb Shepherd | 6:33.26 | Storbritannien · Alan Sinclair · Scott Durant · Henry Fieldmann | 6:43.45 | Tyskland · Peter Kluge · Alexander Egler · Jonas Wiesen | 6:45.85 |
| M8+          | Storbritannien · Nathaniel Reilly-O'Donnell · Matthew Tarrant · William Satch · Matthew Gotrel · Pete Reed · Paul Bennett · Tom Ransley · Constantine Louloudis · Phelan Hill | 5:24.11 | Tyskland · Max Planer · Malte Jakschik · Andreas Kuffner · Felix Drahotta · Richard Schmidt · Eric Johannesen · Maximilian Reinelt · Felix Wimberger · Martin Sauer       | 5:24.77 | Polen · Zbigniew Schodowski · Mateusz Wilangowski · Marcin Brzeziński · Robert Fuchs · Krystian Aranowski · Michał Szpakowski · Mikołaj Burda · Piotr Juszczak · Daniel Trojanowski | 5:26.90 |
| LM1x         | Italien · Marcello Miani | 6:43.37 | Tyskland · Lars Hartig | 6:46.73 | Schweiz · Michael Schmid | 6:50.88 |
| LM2x         | Sydafrika · James Thompson · John Smith | 6:05.36 | Frankrig · Stany Delayre · Jérémie Azou | 6:05.45 | Norge · Kristoffer Brun · Are Strandli | 6:05.79 |
| LM4x         | Grækenland · Georgios Konsolas · Spyridon Giannaros · Panagiotis Magdanis · Eleftherios Konsolas                                                                              | 5:42.75 | Tyskland · Daniel Lawitzke · Max Röger · Jost Schömann-Finck · Konstantin Steinhübel                                                                                      | 5:45.65 | Kina · Li Hui · Tian Bin · Wang Tiexin · Dong Tianfeng | 5:46.69 |
| LM2-         | Schweiz · Simon Niepmann · Lucas Tramer | 6:22.91 | Frankrig · Augustin Mouterde · Thomas Baroukh | 6:25.02 | Storbritannien · Sam Scrimgeour · Jonathan Clegg | 6:25.48 |
| LM4-         | Danmark · Kasper Winther Jørgensen · Jacob Larsen · Jacob Barsøe · Morten Jørgensen                                                                                           | 5:47.15 | New Zealand · James Hunter · Alistair Bond · Peter Taylor · Peter Rapley                                                                                                  | 5:48.76 | Storbritannien · Mark Aldred · Peter Chambers · Richard Chambers · Chris Bartley | 5:49.58 |
| LM8+         | Tyskland · Tobias Franzmann · Simon Barr · Torben Neumann · Stefan Wallat · Daniel Wisgott · Jonas Kilthau · Sven Kessler · Can Temel · Frederik Böhm                         | 5:31.29 | Italien · Luca De Maria · Vincenzo Serpico · Jiri Vlcek · Leone Barbaro · Livio La Padula · Armando Dell'Aquila · Guido Gravina · Giorgio Tuccinardi · Gianluca Barattolo | 5:33.87 | Tyrkiet · Mert Kartal · Bayram Sönmez · Ahmet Yumrukaya · Cem Yılmaz · Burak Özdemir · Engin Özkan · Hüseyin Kandemir · Dogsah Boluk · Kaan Şahin                                   | 5:34.20 |

### Kvindernes konkurrencer
| Konkurrence: | Guld: | Tid     | Sølv: | Tid     | Bronze: | Tid     |
| W1x          | New Zealand · Emma Twigg | 7:14.95 | Australien · Kim Crow | 7:17.33 | Kina · Duan Jingli                                                                                               | 7:22.57 |
| W2x          | New Zealand · Fiona Bourke · Zoe Stevenson | 6:38.04 | Polen · Magdalena Fularczyk · Natalia Madaj | 6:39.36 | Australien · Olympia Aldersey · Sally Kehoe                                                                      | 6:41.71 |
| W4x          | Tyskland · Annekatrin Thiele · Carina Bär · Julia Lier · Lisa Schmidla                                                                                   | 6:06.84 | Kina · Jiang Yan · Shen Xiaoxing · Lü Yang · Zhang Xinyue | 6:10.51 | USA · Grace Latz · Tracy Eisser · Olivia Coffey · Felice Mueller                                                 | 6:12.03 |
| W2-          | Storbritannien · Helen Glover · Heather Stanning | 6:50.61 | USA · Megan Kalmoe · Kerry Simmonds | 6:52.87 | New Zealand · Louise Trappitt · Rebecca Scown                                                                    | 6:54.79 |
| W4-          | New Zealand · Kayla Pratt · Kelsey Bevan · Grace Prendergast · Kerri Gowler                                                                              | 6:14.36 | USA · Susan Francia · Emily Regan · Tessa Gobbo · Adrienne Martelli | 6:20.69 | Kina · He Sihui · Miao Tian · Zhang Min · Zhang Huan                                                             | 6:23.31 |
| W8+          | USA · Victoria Opitz · Meghan Musnicki · Amanda Polk · Lauren Schmetterling · Grace Luczak · Caroline Lind · Elle Logan · Heidi Robbins · Katelin Snyder | 5:56.83 | Canada · Cristy Nurse · Cristy Roman · Rosanne Deboef · Natalie Masteacci · Susanne Grainger · Christine Roper · Ashley Brzozowicz · Lauren Wilkinson · Lauren Thompson-Willie | 5:59.66 | Kina · Zhang Dan · Guo Linlin · Yi Liqin · Gao Qiuqiu · Cui Xiaotong · Ju Rui · Zhang Min · Zhang Huan · Zhao Li | 6:00.52 |
| LW1x         | Belgien · Eveline Peleman | 7:31.31 | Grækenland · Aikaterini Nikolaidou | 7:31.73 | USA · Kathleen Bertko                                                                                            | 7:33.97 |
| LW2x         | New Zealand · Sophie MacKenzie · Julia Edward | 6:48.56 | Canada · Lindsay Jennerich · Patricia Obee | 6:50.41 | Kina · Huang Wenyi · Pan Dandan                                                                                  | 6:53.40 |
| LW4x         | Holland · Mirte Kraaijkamp · Elisabeth Woerner · Maaike Head · Ilse Paulis                                                                               | 6:15.95 | Australien · Laura Dunn · Sarah Pound · Maia Simmonds · Hannah Every-Hall | 6:19.54 | Tyskland · Katrin Thoma · Judith Anlauf · Wiebke Hein · Leonie Pieper                                            | 6:22.79 |

### Para-roning
| Konkurrence: | Guld:                                                                               | Tid     | Sølv:                                                                                       | Tid     | Bronze:                                                                                            | Tid     |
| ASW1x        | Norge · Birgit Skarstein                                                            | 5:22.12 | Israel · Moran Samuel                                                                       | 5:33.86 | Hviderusland · Liudmila Vauchok                                                                    | 5:39.10 |
| ASM1x        | Australien · Erik Horrie                                                            | 4:50.68 | Storbritannien · Tom Aggar                                                                  | 4:53.41 | Rusland · Alexey Chuvashev                                                                         | 4:58.96 |
| TAMix2x      | Australien · Gavin Bellis · Kathryn Ross                                            | 4:02.55 | Frankrig · Perle Bouge · Stephane Tardieu                                                   | 4:05.11 | Brasilien · Josiane Lima · Michel Gomes Pessanha                                                   | 4:07.54 |
| LTAMix2x     | Ukraine · Kateryna Morozova · Dmytro Aleksieiev                                     | 3:28.39 | Australien · Jeremy McGrath · Kathleen Murdoch                                              | 3:35.26 | Frankrig · Guylaine Marchand · Antonie Jesel                                                       | 3:36.47 |
| LTAMix4+     | Storbritannien · Grace Clough · Pam Relph · Daniel Brown · James Fox · Oliver James | 3:20.45 | USA · Jaclyn Smith · Richard Vandegrift · Zachary Burns · Danielle Hansen · Jennifer Sichel | 3:25.49 | Italien · Lucilla Aglioti · Valentina Grassi · Tommaso Schettino · Omar Airolo · Giuseppe Di Capua | 3:30.39 |

### Konkurrencekoder
Tilpasset roning kategorier — AS: arme & skuldre (arms & shoulders), TA: krop & arme (trunk & arms), LTA: ben, krop og arme (legs, trunk, arms)

## Resultat
| Placering | Land           | Guld | Sølv | Bronze | Total |
| --------- | -------------- | ---- | ---- | ------ | ----- |
| 1         | New Zealand    | 6    | 2    | 1      | 9     |
| 2         | Storbritannien | 4    | 4    | 2      | 10    |
| 3         | Australien     | 2    | 3    | 3      | 8     |
| 3         | Tyskland       | 2    | 3    | 3      | 8     |
| 5         | Ukraine        | 2    | 0    | 0      | 2     |
| 6         | USA            | 1    | 4    | 2      | 7     |
| 7         | Italien        | 1    | 2    | 1      | 4     |
| 8         | Grækenland     | 1    | 1    | 0      | 2     |
| 9         | Norge          | 1    | 0    | 1      | 2     |
| 9         | Sydafrika      | 1    | 0    | 1      | 2     |
| 9         | Schweiz        | 1    | 0    | 1      | 2     |
| 12        | Belgien        | 1    | 0    | 0      | 1     |
| 12        | Kroatien       | 1    | 0    | 0      | 1     |
| 12        | Tjekkiet       | 1    | 0    | 0      | 1     |
| 12        | Danmark        | 1    | 0    | 0      | 1     |
| 12        | Holland        | 1    | 0    | 0      | 1     |
| 17        | Frankrig       | 0    | 3    | 1      | 4     |
| 18        | Canada         | 0    | 2    | 0      | 2     |
| 19        | Kina           | 0    | 1    | 5      | 6     |
| 20        | Polen          | 0    | 1    | 1      | 2     |
| 21        | Israel         | 0    | 1    | 0      | 1     |
| 22        | Hviderusland   | 0    | 0    | 1      | 1     |
| 22        | Brasilien      | 0    | 0    | 1      | 1     |
| 22        | Cuba           | 0    | 0    | 1      | 1     |
| 22        | Rusland        | 0    | 0    | 1      | 1     |
| 22        | Tyrkiet        | 0    | 0    | 1      | 1     |
| Total     | Total          | 27   | 27   | 27     | 81    |